# Peter Olayinka
Peter Oladeji Olayinka (ur. 16 listopada 1995 w Ibadanie) – nigeryjski piłkarz, grający na pozycji napastnika w klubie FK Crvena zvezda.

## Statystyki

### Klubowe
| Sezon   | Klub              | Kraj          | Rozgrywki           | Mecze | Bramki | Rozgrywki Europy                     | Mecze | Bramki |
| ------- | ----------------- | ------------- | ------------------- | ----- | ------ | ------------------------------------ | ----- | ------ |
| 2012/13 | Bylis Ballsh      | Albania       | Kategoria Superiore | 14    | 0      | –                                    | –     | –      |
| 2013/14 | Yenicami SK       | Cypr Północny | KTFF Süper Lig      | 21    | 8      | –                                    | –     | –      |
| 2014/15 | Skënderbeu Korcza | Albania       | Kategoria Superiore | 15    | 6      | –                                    | –     | –      |
| 2015/16 | Skënderbeu Korcza | Albania       | Kategoria Superiore | 18    | 10     | Liga Mistrzów UEFA, Liga Europy UEFA | 1 5   | 0      |
| 2016/17 | FK Dukla Praga    | Czechy        | ePojisteni.cz liga  | 29    | 6      | –                                    | –     | –      |
| 2017/18 | SV Zulte Waregem  | Belgia        | Eerste klasse A     | 35    | 11     | Liga Europy UEFA                     | 4     | 0      |
| 2018/19 | Slavia Praga      | Czechy        | Fortuna:Liga        | 24    | 6      | Liga Mistrzów UEFA, Liga Europy UEFA | 1 9   | 0      |
| 2019/20 | Slavia Praga      | Czechy        | Fortuna:Liga        | 20    | 4      | Liga Mistrzów UEFA                   | 8     | 1      |
| 2020/21 | Slavia Praga      | Czechy        | Fortuna:Liga        | 20    | 6      | Liga Mistrzów UEFA, Liga Europy UEFA | 2 10  | 1 3    |

Stan na: 10 kwietnia 2021